# Lista primarilor orașului Cernăuți 1832–1918

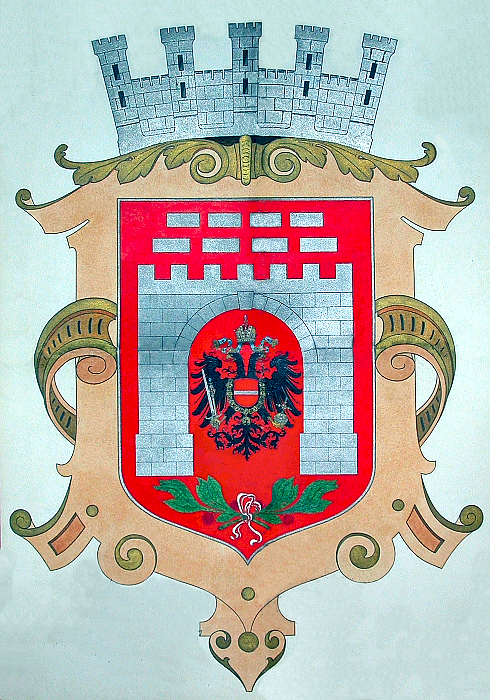
Stema orașului Cernăuți 1908

## Primarii orașului Cernăuți 1832–1918

### Antecedente
În perioada 1780-1832 Cernăuți a fost condus de "Stadtrichter" (judecători ai orașului). De obicei au guvernat numai unul sau doi ani. Doar Joseph Hampel (1796-1800 și 1802-1811), Alexandru Beldowicz (1811-1817) și ultimul judecător municipal, Andreas Klug (1817-1832), au izbutit sa guverneze pentru o perioadă de timp mai lungă.

### 1832: Reglementarea de administrației locale, creând un magistrat

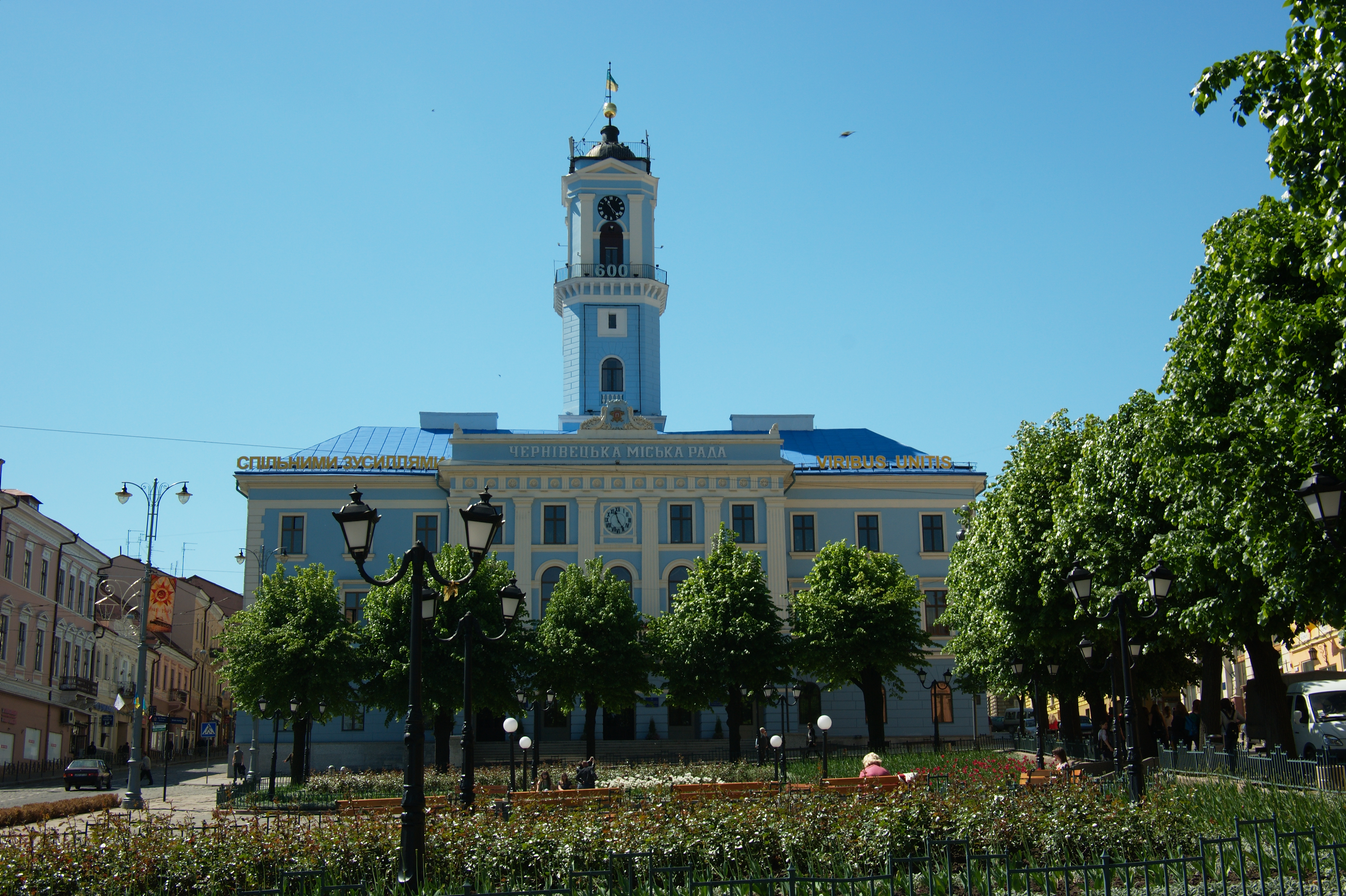
Primăria din Cernăuți

### 1832: Reglementarea de administrației locale, creând un magistrat[1]
- Franz Lihotzki (1832–1848)
- Adalbert Suchanek (1848–1854)
- Josef Ortynski (1854–1859)
- Josef Lepszy (1859–1861)
- Julius Hubrich (1861–1864)

### 1864: Cernăuți devine oraș cu propriu statut
- Cavalerul Jakob de Petrowicz (1864–1866), de origine armeană, depunerea jurământului a avut loc pe 13 octombrie 1864)
- Baronul Anton Kochanowski von Stawczan (1866–1874, depunerea jurământului a avut loc pe 9 decembrie 1866)
- Otto Ambros von Rechtenberg (1874–1880, depunerea jurământului a avut loc pe 14 iulie 1874)
- Cavalerul Wilhelm von Klimesch (1881–1887, depunerea jurământului a avut loc pe 24 februarie 1881)
- Baronul Anton Kochanowski von Stawczan (1887–1905, depunerea jurământului a avut loc pe 7 aprilie 1887, de la 4 aprilie 1905 primar onorific)
- Dr. Eduard Reiss (1905–1907), depunerea jurământului a avut loc pe 31 mai 1905)
- Baronul Felix Brewer von Fürth⁠(de)[traduceți] (1907–1913, depunerea jurământului a avut loc pe 22 septembrie 1907, demisia la 26 octombrie 1913)
- Dr. Salo von Weisselberger (4 noiembrie 1913–1917)[2]
- Gheorghe Șandru (9 aprilie 1917–1 dezembrie 1918)[3]

## Galerie de imagini

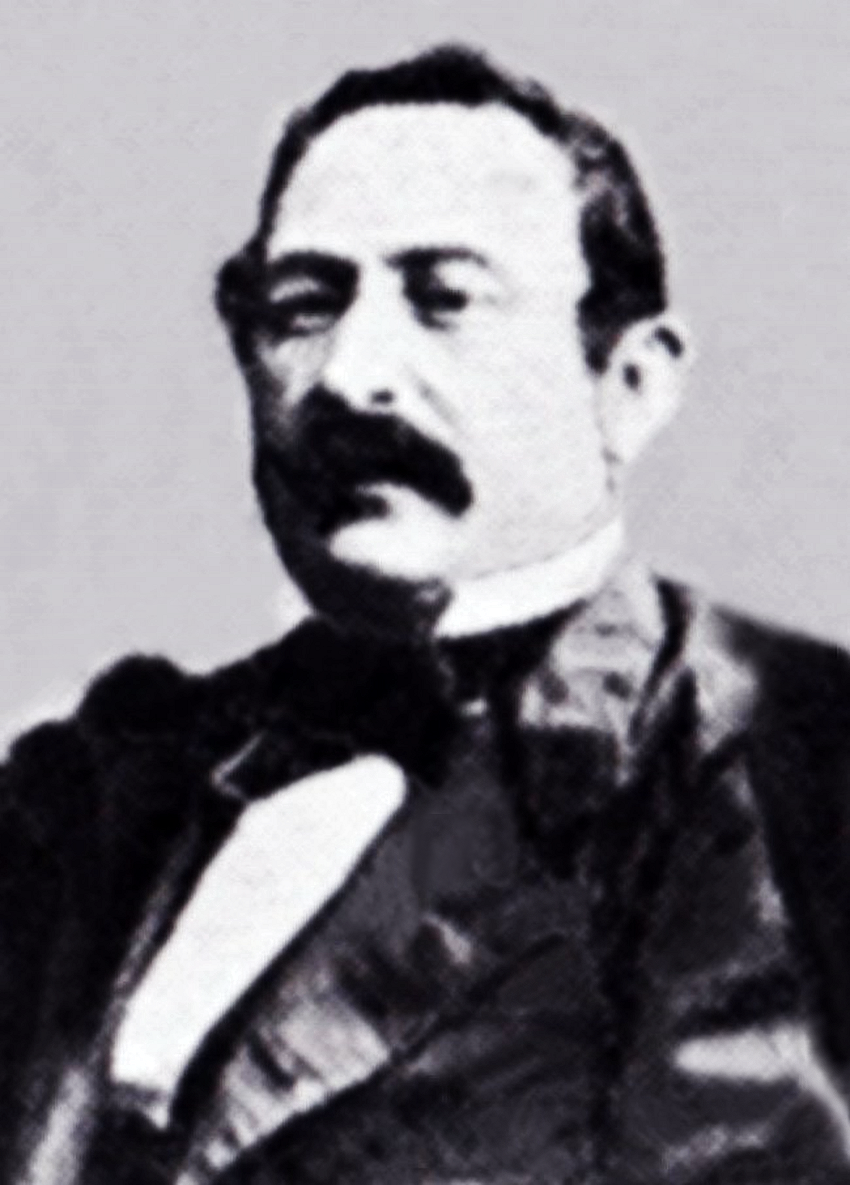
Jakob de Petrowicz
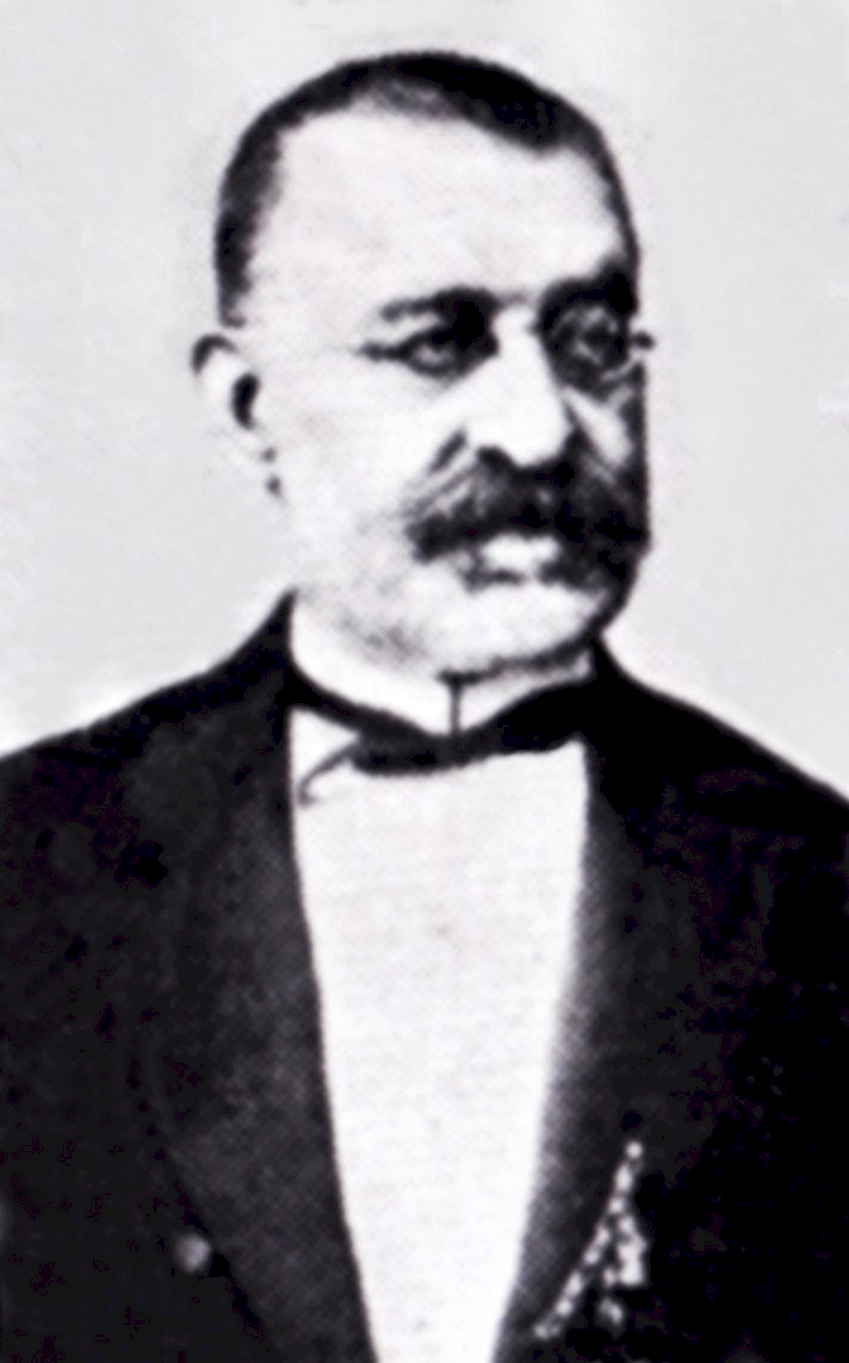
Anton Kochanowski von Stawczan
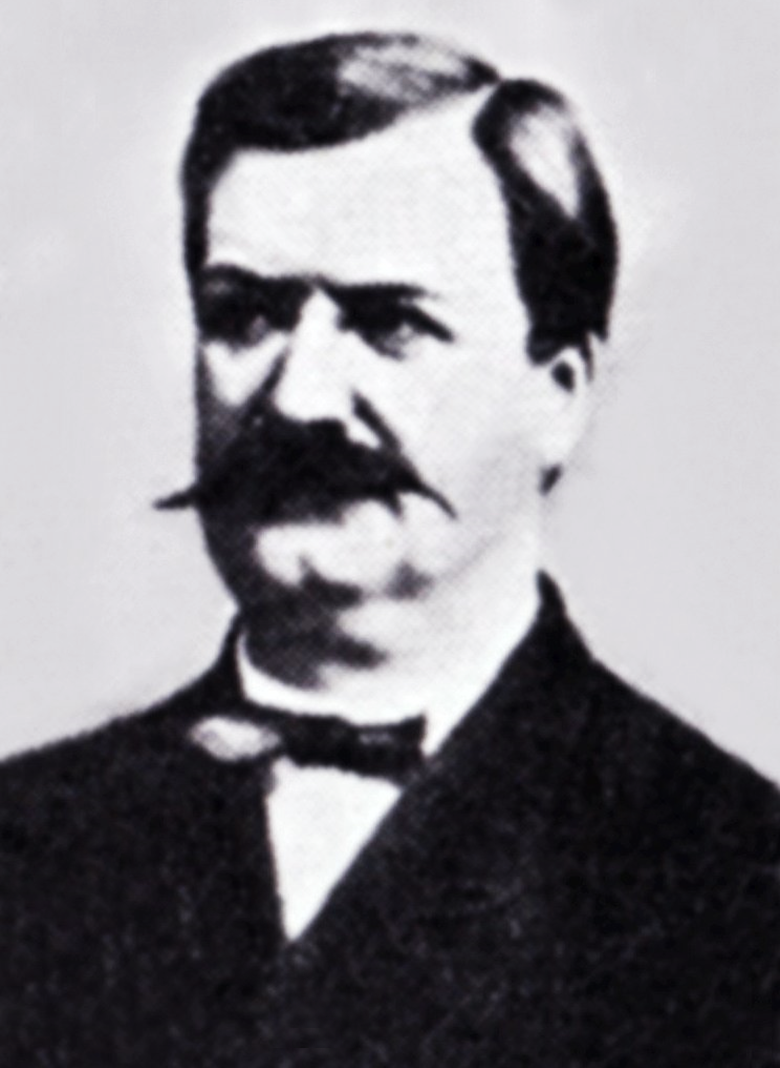
Otto Ambros von Rechtenberg
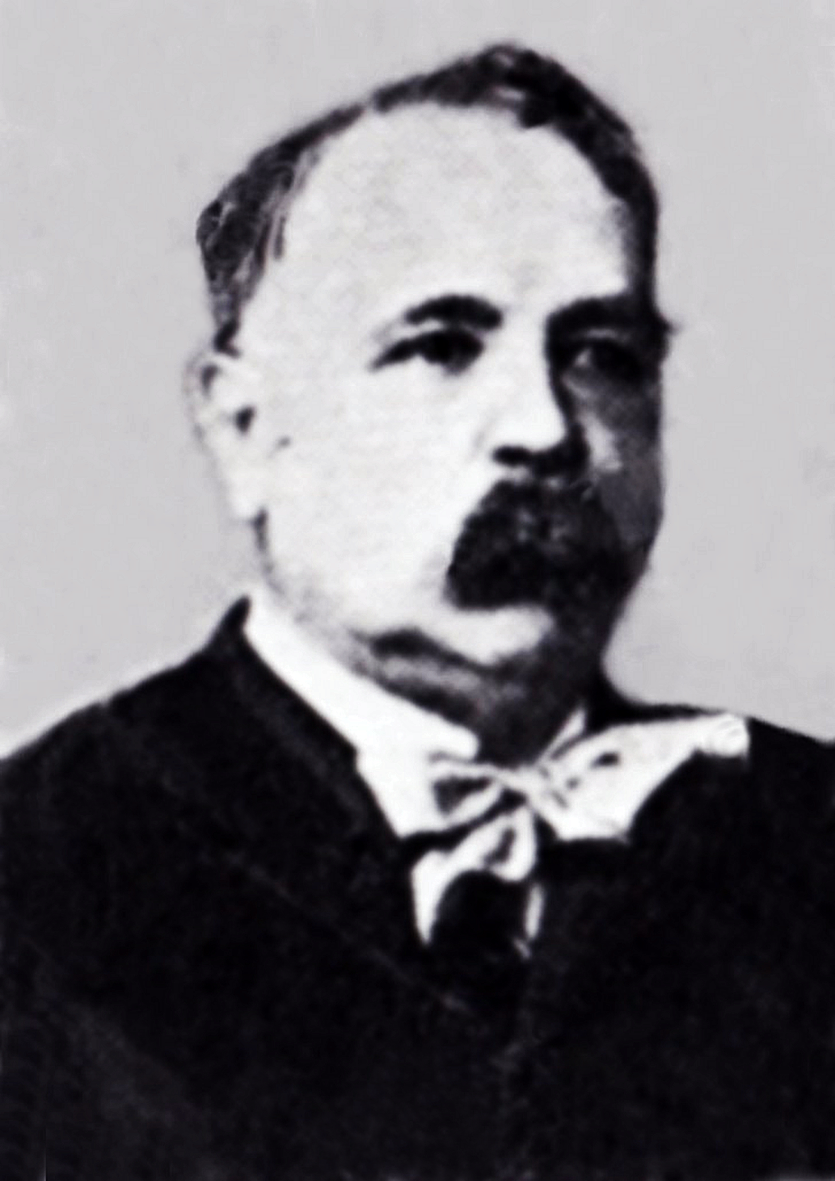
Wilhelm von Klimesch

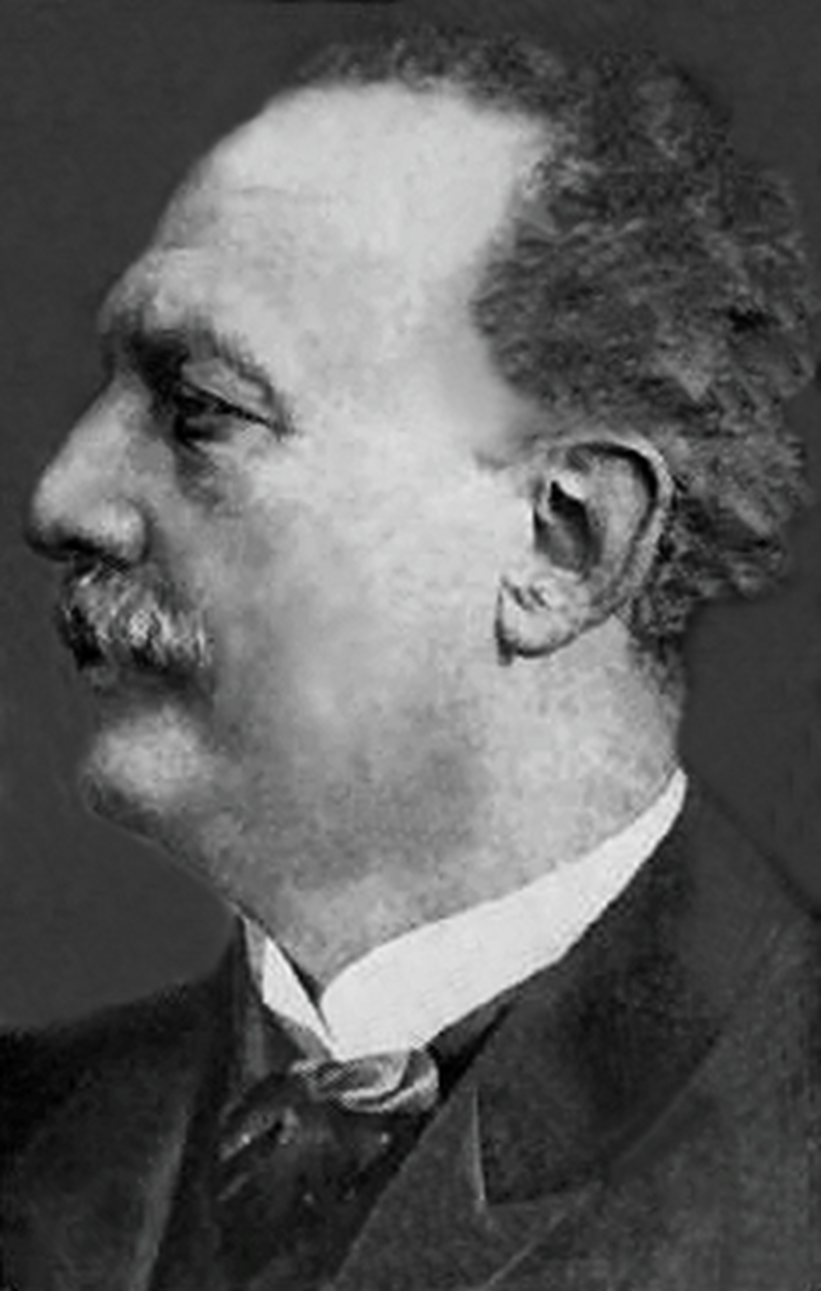
Eduard Reiss
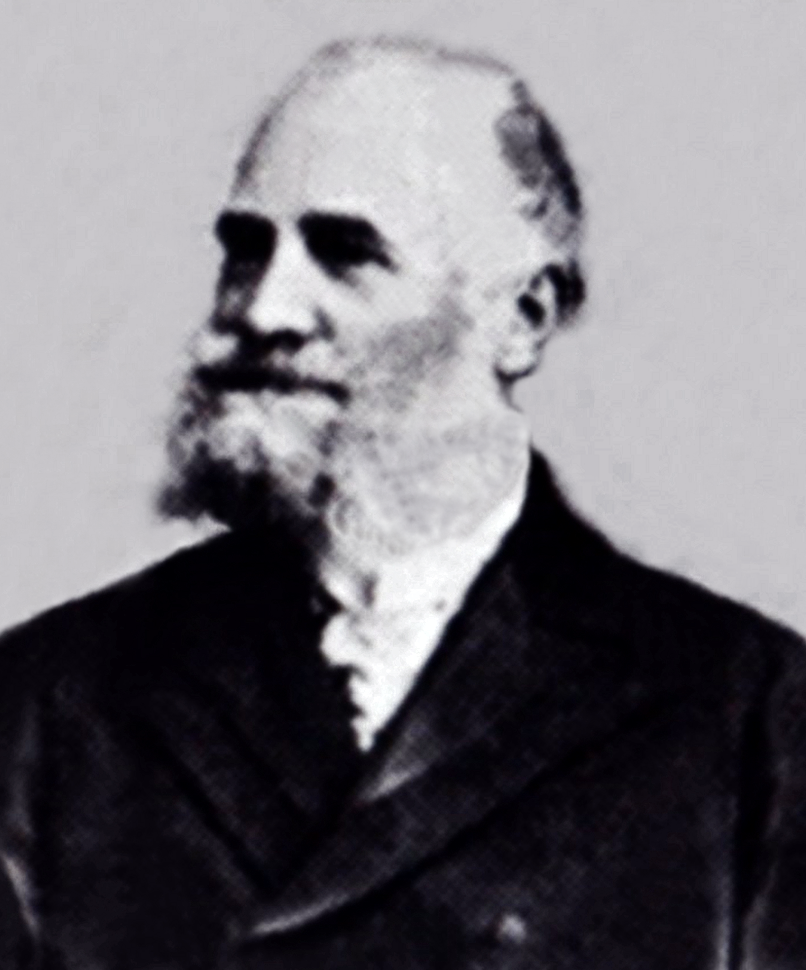
Felix Brewer von Fürth
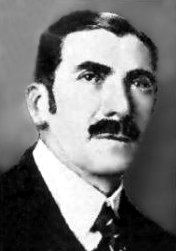
Salo von Weisselberger